# Lomatium californicum
Lomatium californicum ist eine Pflanzenart aus der Gattung Lomatium innerhalb der Familie der Doldenblütler (Apiaceae). Sie kommt in den westlichen US-Bundesstaaten Kalifornien und Oregon vor und wird dort englisch California rock parsnip, celery weed, California lomatium genannt.

## Beschreibung

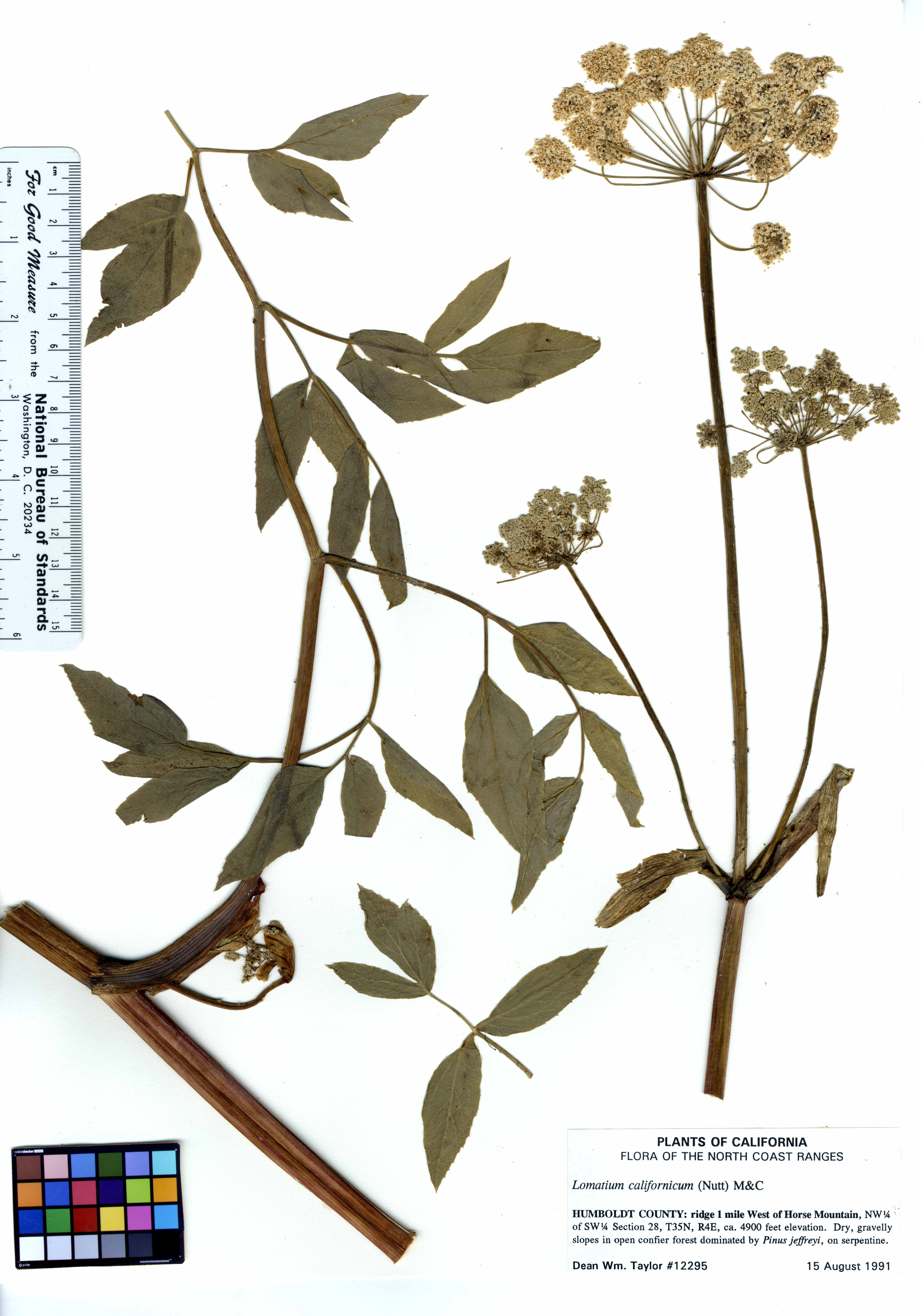
Herbarbeleg

### Vegetative Merkmale
Lomatium californicum wächst als ausdauernde krautige Pflanze und erreicht Wuchshöhen von 0,3 bis 1,2 Metern. Die oberirdischen Pflanzenteile wirken blaugrün bis grüngrau.
Die wechselständig angeordneten Laubblätter sind in Blattstiel und Blattspreite gegliedert. Der Blattstiel ist 5 bis 25 Zentimeter lang. Die Blattspreite ist 10 bis 30 Zentimeter breit, dreieckig-verkehrt-eiförmig und ein-, zwei- oder dreifach gefiedert. Die Blättchen sind 2 bis 5 Zentimeter lang, keilförmig bis oval, gewöhnlich mit drei Hauptlappen, die grob gezähnt oder gelappt sind. Die wenigen Stängelblätter sehen wie die Grundblätter aus. Der Stängel ist an der Basis fibrös. Es wird  eine verdickte Pfahlwurzel ausgebildet.

### Generative Merkmale
Die Blütezeit reicht in Kalifornien von April bis Juni; in Kultur blüht sie auch vom Spätwinter bis zur Mitte des Frühjahrs. Der kahle Blütenstandsschaft ist 15 bis 30 Zentimeter lang. Der gelbe, doppeldoldige Blütenstand ist bei einem Durchmesser von 15 bis 30 Zentimetern relativ breit. Hüllblätter fehlen oder sind unauffällig. Die 8 bis 20 Einzeldolden sind 3 bis 8, selten bis zu 15 Zentimeter lang, annähernd gleich geformt und bilden oftmals eine Scheibe an der Basis.
Die kahle Doppelachäne ist bei einer Länge von 10 bis 15 Millimetern länglich-oval bis elliptisch. Die „Flügel“ sind verdickt und weniger breit als der Fruchtkörper selbst. Pro Rippen-Zwischenraum gibt es drei bis vier Öl-Kanäle.

## Ökologie
Lomatium californicum bietet den Raupen des Anis-Schwalbenschwanzes (Papilio zelicaon) Nahrung. Häufig werden kleine Insekten an den Blüten beobachtet.

## Vorkommen
Lomatium californicum wächst in Wäldern und an buschigen Hängen in Höhenlagen zwischen 150 und 1800 Metern. Außerdem ist Lomatium californicum an halbschattigen Ufern zu finden. Die Lebensräume werden als sehr trocken, sonnig und felsig charakterisiert, es können Bergkämme, Chaparral-Hänge und Lichtungen in Eichenwäldern besiedelt werden.

## Taxonomie
Die Erstbeschreibung erfolgte 1840 unter dem Namen (Basionym) Leptotaenia californica durch Thomas Nuttall in John Torrey und Asa Gray: A Flora of North America: containing ... 1, 4, Seite 630. Die Neukombination zu Lomatium californicum (Nutt.) Mathias & Constance wurde 1942 durch Mildred Esther Mathias und Lincoln Constance in Bulletin of the Torrey Botanical Club, Volume 69, Issue 3, Seite 246 veröffentlicht.

## Nutzung
Lomatium californicum ist eine traditionelle Nahrungspflanze der amerikanischen Ureinwohner wie der Kawaiisu, der Yuki und der Yurok, die verschiedene Pflanzenteile der  auch für medizinische Zwecke nutzten. Die Yuki kauten sie bei der Jagd, um ihren Eigengeruch gegenüber dem Wild zu maskieren. Die Laubblätter werden mit scharfem Sellerie-Geruch beschrieben. Der Geschmack wird auch mit dem von Petersilie verglichen.